# Avira
Эта статья о немецкой компании, статья о российской компании называется Авира.
«Avira GmbH & Co. KG» (ранее H+BEDV GmbH) — немецкая компания, разработчик антивирусного программного обеспечения.

## О компании
Компания является одной из старейших по созданию антивирусов. Она была основана ещё в 1986 году в Теттнанге, когда ещё не было Интернета и данные между компьютером передавались посредством дискет. Основатель компании, Тьярк Ауэрбах, стал одним из первых в Германии, кто стал работать над проблемой компьютерных вирусов и через некоторое время создал компанию H+BEDV Daten technik (впоследствии Avira GmbH).
С самого начала компания специализируется на обеспечении цифровой безопасности и производстве соответствующих программных решений для крупных корпораций и других организаций.
Однако существует бесплатный антивирусный продукт и для частных лиц — Avira Free Antivirus. Продукт обеспечивает защиту от вирусов, троянов, программ-шпионов и другого вредоносного ПО для домашних пользователей, которых уже более 100 миллионов по всему миру.
Эта программа была отмечена множеством профессиональных наград и неоднократно получала высокие положительные оценки.
Компании принадлежит первый антивирусный продукт для UNIX систем, а также первый продукт для защиты от вредоносных программ, сертифицированный SAP. С самого начала своего основания, с 1986 года компания взаимодействует с Федеральным управлением по информационной безопасности (BSI).
4 сентября 2014 года Avira объявила о партнерстве с Dropbox.
Антивирусы Avira сертифицированы ICSA Labs.
9 апреля 2020 года достигнуто соглашение о покупке компании Avira компанией Investcorp Technology Partners за 180 млн. долларов.
7 декабря 2020 года компания NortonLifeLock купила компанию Avira за 360 млн. долларов.
В феврале 2021 года BullGuard присоединился к Avira как часть NortonLifeLock.

## Программные продукты

### Для дома
Avira Antivirus — серия продуктов для обеспечения безопасности компьютера, включающая бесплатную Free версию антивируса, платную Pro, платный пакет безопасности Avira Internet Security Suite, а также System Speedup.
Avira принадлежит проект с открытым исходным кодом для ОС семейства UNIX — Dazuko. Dazuko представляет собой логический слой над файловой системой, обрабатывающей запросы на чтение/запись файлов и блокирующий подозрительные или потенциально опасные файловые операции.

### Для бизнеса
- Avira Professional Security
- Avira Endpoint Security
- Avira Endpoint and Email Security
- Avira Business Security Suite
- Avira Small Business Security Suite
- Avira Managed Email Security
- Avira Server Security
- Avira Exchange Security

## Награды
В январе 2008 года Anti-Malware Test Lab подарил Avira статус «Gold», который позволяет компании заниматься активным обнаружением вирусов и обнаружением/удалением руткитов.
AV-Comparatives наградила Avira премией «AV Продукт Года» в своем «Сводном отчете 2008 года».
В апреле 2009 года PC Pro наградил Avira Premium Security Suite 9 максимальной оценкой шесть звезд и местом в своем списке программного обеспечения для интернет-безопасности.
В августе 2009 года PC World magazine поставил Avira на своем веб-сайте на первое место по скорости среди программ по обнаружению вирусов.
Avira была одной из первых компаний, которые получили сертификацию Gold Comportificate OESE OK — антишпионские программы и антивирусные компоненты нескольких ее продуктов безопасности достигли максимальной оценки совместимости с широко распространенными сетевыми технологиями, такими как SSL/TLS VPN.
В феврале 2010 года, после тестирования фирмой AV-TEST, Avira поставили на первое место в тесте по обнаружению «вредоносных программ».
AV-Comparatives наградила Avira серебряной премией в своем «Сводном отчете 2010 года».
В 2012 году AV-Comparatives наградила Avira статусом «GOLD» в категории «Обнаружение вредоносных программ по требованию» и классифицировала Avira в качестве «Лучший рейтинг» продукта в целом за год.
В августе 2014 года в результате участия в «Real-World Protection Test» от AV-Comparatives, Avira заняла первое место.
Avira также получила многочисленные награды от VB100.
AV-Comparatives наградила Avira премией «AV Продукт года» в своем «Сводном отчете 2016 года».